# Hacettepe Red Deers 2019
Questa voce raccoglie le informazioni riguardanti gli Hacettepe Red Deers nelle competizioni ufficiali della stagione 2019.

## 2. Lig 2019

### Stagione regolare
| 20 aprile 2019 1ª giornata | Hacettepe Red Deers | 32 – 0 | Selçuk Kartallar |  |

| Ankara 12 maggio 2019, ore 12:00 3ª giornata | Hacettepe Red Deers | 39 – 6 | Kocatepe Victory Walkers | Hacettepe Beytepe Stadı |

| 8-9 giugno 2019 7ª giornata | Antalyaspor | 14 – 27 | Hacettepe Red Deers |  |

| 16 giugno 2019 8ª giornata | Isparta Spartans | 14 – 20 | Hacettepe Red Deers |  |

### Playoff
| 30 giugno 2019 Semifinale | Hacettepe Red Deers | 22 – 18 | Ulucak Spor |  |

| 7 luglio 2019 Finale | Yeditepe Eagles | 19 – 16 | Hacettepe Red Deers |  |

### Spareggio promozione
| 14 luglio 2019 Spareggio promozione | Hacettepe Red Deers | 33 – 31 | Anadolu Rangers |  |

## Statistiche di squadra
| Competizione         | %Vittorie | In casa | In casa | In casa | In casa | In casa | In casa | In trasferta | In trasferta | In trasferta | In trasferta | In trasferta | In trasferta | Totale | Totale | Totale | Totale | Totale | Totale |
| Competizione         | %Vittorie | G       | V       | N       | P       | Pf      | Ps      | G            | V            | N            | P            | Pf           | Ps           | G      | V      | N      | P      | Pf     | Ps     |
| -------------------- | --------- | ------- | ------- | ------- | ------- | ------- | ------- | ------------ | ------------ | ------------ | ------------ | ------------ | ------------ | ------ | ------ | ------ | ------ | ------ | ------ |
| Stagione regolare    | 1.000     | 2       | 2       | 0       | 0       | 71      | 6       | 2            | 2            | 0            | 0            | 47           | 28           | 4      | 4      | 0      | 0      | 118    | 34     |
| Playoff              | .500      | 1       | 1       | 0       | 0       | 22      | 18      | 1            | 0            | 0            | 1            | 16           | 19           | 2      | 1      | 0      | 1      | 38     | 37     |
| Spareggio promozione | 1.000     | 1       | 1       | 0       | 0       | 33      | 31      | 0            | 0            | 0            | 0            | 0            | 0            | 1      | 1      | 0      | 0      | 33     | 31     |
| Totale               | .857      | 4       | 4       | 0       | 0       | 126     | 55      | 3            | 2            | 0            | 1            | 63           | 47           | 7      | 6      | 0      | 1      | 189    | 102    |